# Thủ công nghiệp Đàng Trong thời Lê trung hưng
Dù Đàng Trong tách thành chính quyền độc lập, thủ công nghiệp Đàng Trong về cơ bản cũng có những nét tương đồng so với Đàng Ngoài. Do sự tác động từ sự du nhập của khoa học kỹ thuật phương Tây, thủ công nghiệp Đàng Trong không chỉ phát triển về quy mô mà còn xuất hiện nhiều ngành nghề mới.

## Thủ công nghiệp nhà nước
Cũng như chính quyền Đàng Ngoài, các chúa Nguyễn ở Đàng Trong xây dựng các công xưởng, quan xưởng theo truyền thống từ thời nhà Lý. Các công xưởng, quan xưởng này nhằm đáp ứng nhu cầu hoạt động công nghiệp, xây dựng và tiêu dùng của chính quyền. Làm việc tại công xưởng là những thợ giỏi, khéo được huy động từ các địa phương theo chế độ thời gian dài, ngắn khác nhau.

### Đóng tàu, thuyền
Chúa Nguyễn lập những xưởng đóng tàu, thuyền quy mô lớn, tiêu biểu nhất là xưởng ở Hà Mật có 400 người.
Xưởng này đã sản xuất ra những loại thuyền có trọng tải lên tới 400 tấn. Năm 1674, chúa Nguyễn có 133 thuyền từ các xưởng này, mỗi thuyền có thể chở được 64 người.

### Đúc tiền
Việc đúc tiền ở Đàng Trong bắt đầu khá muộn, từ năm 1736 dưới thời Nguyễn Phúc Chú. Tiền được đúc tại Cục đúc tiền dù tốn kém nhưng không thông dụng.
Năm 1746, Nguyễn Phúc Khoát mở Cục đúc tiền ở Lương quán, đúc tiền kẽm Thiên minh thông bảo. Trong vòng 2 năm, nơi đây đã đúc 72.396 quan tiền.
Lúc đầu chất lượng tiền được đảm bảo, nhưng sau đó do nhu cầu tiền lên cao, nhiều nhà giàu tranh nhau mở lò đúc, làm giảm chất lượng, nhiều tiền trộn chì, mỏng và dễ gãy. Vì vậy dân bỏ tiền đó đi không tiêu nữa.
Năm 1775, quân Trịnh vào đánh chiếm Phú Xuân đã gom các vật dụng bằng đồng của chúa Nguyễn ở phía hữu trấn dinh để đúc tiền. Từ công thức: 100 cân đồng + 15,12 cân thiếc + 43,1 cân chì đúc được 38 quan tiền. Tổng cộng số tiền đúc năm 1776 là 30.362 quan.

### Đúc súng
Chúa Nguyễn cho mở xưởng đúc súng từ năm 1631, hiện nay vẫn còn di tích ở Huế. Xưởng này có sự trợ giúp của người Bồ Đào Nha là Joao da Cruz. Tổng số thợ làm việc trong xưởng là 80 người, từ hai xã Phan Xá, Hoàng Giang thuộc huyện Phong Lộc.
Để đúc 1 khẩu đại bác cần 15 khối sắt, 10 cân gang và 10 quan tiền than. Nhờ xưởng đúc này, chúa Nguyễn có hơn 200 khẩu súng vào năm 1642, tạo nên sức mạnh góp phần chống trả thành công những cuộc tiến công của chúa Trịnh.

### Khai thác mỏ
Đàng Trong không có nhiều tài nguyên khoáng sản như Đàng Ngoài: không có mỏ đồng, chỉ có một số mỏ sắt và mỏ vàng. Mỏ sắt ở Phú Bài (huyện Phú Vang), trang Điển Phúc thuộc Bố Chính.
Thuế sắt hàng năm ở Phú Vang là 2000 khối (mỗi khối 25 cân), tại Điển Phúc là 500 khối.
Các chúa Nguyễn kiểm soát chặt chẽ việc khai thác vàng. Các quan ở ty Ngân tượng và Nội lệnh sử trông coi việc nấu vàng và thu thuế. Ngoài ra, còn cho phép các hộ tư nhân đãi vàng, gọi là thực kim hộ. Những vùng có vàng thì dân tập trung khai thác và đãi vàng, được miễn suất đi lính. Những hộ này phải nộp thuế, nếu không nộp bằng vàng thì nộp theo giá vàng là 4 quan tiền.
Ban đầu, Đàng Trong chưa có những nơi khác thác vàng tập trung. Vào cuối thế kỷ 18, tại Đàng Trong mới xuất hiện một số nơi khai thác vàng tập trung như ở nguồn Thu Bồn thuộc huyện Duy Xuyên (Thăng Hoa) và 4 ngọn núi ở xã Nam Phố huyện Phú Vang.
Phương thức khai thác vàng ở Đàng Trong rất thủ công, bằng công cụ thô sơ, nhiều năm không được cải tiến và không có sự hợp tác trong lao động khai thác. Cách thức khai thác thường là đào đất lên sâu tới 1 trượng (hơn 3 mét), làm nhà che và trữ thành gò đống, múc nước tưới vào để đãi vàng; vì vậy năng suất rất thấp: 1 gánh đất chỉ được 1 phân vàng. Không giống với ngành khai thác mỏ Đàng Ngoài, Đàng Trong ít có sự du nhập phương thức sản xuất từ bên ngoài.

### Các ngành khác
Ngoài ra, các chúa Nguyễn còn có những công trường lớn, chiêu tập thợ các ngành nghề như thợ mộc, thợ nề, thợ đá, [[thợ r, thợ sơn... để xây dựng cung điện, đền đài cho chúa.
Những người thợ được phân thành các Ty theo ngành nghề như Ty thợ chạm, Ty thợ may, Ty thợ thêu, Ty thợ tiện, Ty thợ sơn, Ty thợ giày, Ty thợ đúc, Ty thợ lọng, Ty thợ thiếc...
Nhìn chung trình độ của thợ thủ công tại các công xưởng thế kỷ 18 đã cao hơn các thời kỳ trước.

## Thủ công nghiệp nhân dân
Thủ công nghiệp nhân dân chủ yếu phục vụ đời sống sinh hoạt của nhân dân và xuất khẩu.
Nghề làm gốm nổi tiếng tại các làng Lộc Thượng, Phú Vinh (Quảng Nam), Mỹ Thiện (Quảng Ngãi). Nghề gốm được chuyên môn hóa, tạo ra nhiều sản phẩm khá tinh xảo.
Nghề dệt tạo ra các sản phẩm như lụa, gấm, sa. Các làng xã thuộc Điện Bàn, Thăng Hoa thạo nghề dệt lụa và vóc, lĩnh, đoạn có màu hoa đẹp. Sản phẩm tơ tại đây là sản phẩm xuất khẩu chính của Đàng Trong sang Trung Quốc, Nhật Bản và châu Âu.
Phú Xuân có nghề dệt gấm chuyên cung cấp cho chúa Nguyễn. Tại hai xã Vũ Xá và Bình Xá ở huyện Lệ Thủy cũng có nghề dệt lụa lâu đời. Tuy nhiên, các sản phẩm đều được làm thủ công và những người thợ làm nghề chỉ coi là nghề phụ nên số lượng sản phẩm không nhiều.
Vùng Quảng Nam và Quảng Ngãi là hai trung tâm sản xuất đường, tạo ra các loại đường trắng, mịn, tinh khiết và đường phổi thơm ngon, mát. Nghề làm đường ở Đàng Trong nổi tiếng hơn ở Đàng Ngoài và là một trong các mặt hàng xuất khẩu chính. Hàng năm chúa Nguyễn thu riêng thuế sản vật nghề đường là 48.320 cân và 5.300 chĩnh mật.
Ngoài các nghề trên, trong nhân dân còn có nghề làm giấy tại làng Đại Phú ở Quảng Bình, Đốc Sở ở Thừa Thiên; nghề dệt mã vĩ và nghề thêu ở Quảng Xuyên huyện Hương Trà. Nhân dân thường tổ chức ra thành các tổ, hội nghề nghiệp.